# Roman Mars
Roman Mars – amerykański producent radiowy. 
Gospodarz i producent programu „99% Invisible”, audycji w radiu KALW, a następnie podkastu. Twórca grupy podkastów o nazwie „Radiotopia”, którą opisuje jako próbę „poszerzenia radiowego krajobrazu [oraz] utworzenie audycji, które nie są związane konwencjami” radia publicznego w Stanach Zjednoczonych.
Współpracował także z programami radiowymi, takimi jak „Radiolab” i „Planet Money”. Fast Company zidentyfikował go jako jednego ze stu najbardziej kreatywnych ludzi 2013. W 2004 wyprodukował program o nazwie Invisible Ink w KALW. W czerwcu 2017 Mars wypuścił podcast What Trump Can Teach Us About Con Law z Elizabeth Joh, profesorem prawa konstytucyjnego w Szkole Prawnej na Uniwersytecie Kalifornijskim w Davis.

## Życiorys
Urodził się w Oberlin, Ohio, gdzie uzyskał tytuł licencjata biologii w Oberlin College i podyplomowo zajmował się genetyką roślin na Uniwersytecie Georgii. Mieszkał w San Francisco, a 2005 przeniósł się do Chicago, a następnie w 2008 powrócił do San Francisco.
Od 27 października 2002 żonaty z Mae Mars z domu Marecek. Małżeństwo ma synów bliźniaków, którzy urodzili się na początku grudnia 2006.

## Praca

### 99% Invisible
Jego audycja radiowa „99% Invisible” została uznana w prasie głównego nurtu jako innowacyjna forma produkcji radiowej, definiująca nowy ruch niezależnych twórców radia i podcastów. W 2016 Mars wykorzystał asynchroniczne podcasty  z Justinem Mc Elroyem, tworząc pierwszy odcinek Smart Stuff, który rozpoczął się od odcinka My Brother, My Brother and Me (odcinek 316) i następnie ukończony w „99% Invisible” (odcinek 225).

### Radiotopia
We współpracy z fundacją Knight Foundation i Public Radio Exchange (PRX, Giełdą Radia Publicznego) Mars stworzył także kolektyw podkastowy. PRX zatrudniła Marsa jako kuratora programu radiowego o nazwie Remix, który jest dystrybuowany przez co najmniej 14 publicznych stacji radiowych w całych Stanach Zjednoczonych.

### Korzystanie z finansowania społecznościowego
Mars w szczególności wykorzystał platformę finansowania społecznościowego Kickstarter, aby wesprzeć „99% Invisible”, zbierając ponad 170.000 dolarów, co czyni go najlepiej finansowanym projektem dziennikarskim w historii i drugim najlepiej finansowanym projektem w całej kategorii wydawniczej platformy. W listopadzie 2013 „99% Invisible”, sezon czwarty kampanii Kickstarter otrzymał wsparcie od 11.693 uczestników zbierając ponad 375.000 dolarów. Pierwotny cel 150.000 dolarów został zebrany w 92 godziny. Po tym sukcesie firma Mars wprowadziła kolejną kampanię, aby zbudować drugi sezon Radiotopii, zbiór siedmiu podcastów opowiadających historię: Invisible, Fugitive Waves, Love and Radio, Radio Diaries, Strangers, Theory of Everything, and The Truth. Jego pierwotnym celem było 250.000 dolarów, który został osiągnięty w ciągu sześciu dni. Jednak kampania podwoiła swój pierwotny cel, osiągając 620.412 dolarów zebrane od 21.808 wspierających do czasu jej zamknięcia 15 listopada 2014, co czyni ją najlepiej finansowanym projektem Kickstarter w kategoriach publikacji, radia i podcastów. Osiągnięcie swoich „poszerzony celów” pozwoliło Radiotopii dodać trzy podcasty prowadzone przez kobiety (Criminal, The Heart i The Allusionist), zorganizować serię wydarzeń, zapewnić więcej treści, podwyżki płac i płatne staże oraz stworzyć pilotażowy fundusz rozwojowy, aby pozyskać nowych, utalentowanych producentów i prowadzących, którzy nie występują w tradycyjnym radiu. Ostatecznie zbiórka pieniędzy pozwoliła na dodanie do kolektywu czwartego podkastu, Mortified.

## Publikacje
- The 99% Invisible City: A Field Guide to the Hidden World of Everyday Design; Houghton Mifflin Harcourt, Boston 2020[21]

## Zewnętrzne linki
- Roman Mars - oficjalna strona
- Roman Mars na TED
- Roman Mars na Public Radio Exchange
- 99% Invisible - strona programu